# ОФГ София (столица)
ОФГ София (столица) включва отбори от област София – град. Състои се от две фази. През първата фаза е разделена е на две групи: Северна подгрупа и Южна подгрупа. Първите 7 отбора от двете групи се класират за Първа група (1-14 място), а останалите 7 отбора - за Втора група (15-28 място).

## Северна подгрупа
През сезон 2022/23 в групата участват 14 отбора. 

### Отбори 2022/23
- Банкя 2009 (Банкя)
- Вихър (кв.Требич, София)
- Враждебна (кв.Враждебна, София)
- Въстаник 26 (Войнеговци)
- Житен (Житен)
- Зенит (кв.Филиповци, София)
- Искър 1945 (Нови Искър)
- Кремиковци (кв.Кремиковци, София)
- Левски (Чепинци)
- Мрамор (Мрамор)
- Сантяго Бернабеу (София)
- Сокол (Негован)
- Спартак 1933 (Подгумер)
- Ферион (София)

## Южна подгрупа
В групата участват 14 отбора.

### Отбори 2022/23
- Академик 1947 (София)
- Витоша II (Бистрица)
- Железница (Железница)
- Казичене 1929 (Казичене)
- Левски Раковски (София) II
- Люлин (кв.Люлин, София)
- Обеля 1945 (кв.Обеля, София)
- Обеля сити (кв.Обеля, София)
- Орловец 2015 (Кокаляне)
- ОФК София 1992 (София)
- София спорт (София)
- Спартак 2015 (София)
- Урвич (Панчарево)
- УФК Ботев (София)